# Biomechanika
Biomechanika – bada właściwości mechaniczne tkanek, narządów, układów oraz ruch mechaniczny żywych organizmów - jego przyczyny i skutki. Przyczynami ruchu są siły: zewnętrzne (zwłaszcza ciężkości) i wewnętrzne (zwłaszcza mięśniowe). Skutkiem jest zmiana położenia całego organizmu lub względnego położenia jego części lub ciał zewnętrznych. Skutkiem może być także naprężenia, czy odkształcenia ciała. 
Tematyka badań biomechaniki rozpościera się na ogromnym obszarze, zaczynając od mechaniki roślin (np. tropizmy), a kończąc na skomplikowanych układach sterowania u wysoko rozwiniętych organizmów w tym człowieka.
Nazwa wywodzi się od greckiego mechané – maszyna. Nauka o stanach równowagi i ruchu człowieka. Przedrostek bio- wskazuje, że jest to dyscyplina mówiąca o organizmach żywych.
Międzynarodowe Towarzystwo Biomechaniki ISB (International Society of Biomechanics) proponuje podział biomechaniki na:
- inżynieryjną – modele i układy człowiek-maszyna
- medyczną – anatomia, fizjologia, ortopedia
- ogólną – metodologia, struktury funkcjonalne, sterowanie ukł. biologicznych, zbieranie danych,
- sportową i ruchów podstawowych